# Ko Kwang-min
Đây là một tên người Triều Tiên, họ là Ko.
Ko Kwang-min (tiếng Hàn: 고광민; phát âm tiếng Hàn Quốc: [ko.ɡwaŋ.min] or [ko] [kwaŋ.min]; sinh ngày 21 tháng 9 năm 1988) là một cầu thủ bóng đá Hàn Quốc thi đấu ở vị trí tiền vệ cho FC Seoul ở K League.
Anh có pha kiến tạo ở vòng bảng của Giải vô địch bóng đá các câu lạc bộ châu Á 2013.
Anh ghi 2 bàn thắng tại Cúp Quốc gia Hàn Quốc 2014.

## Sự nghiệp quốc tế
Ko được triệu tập vào đội tuyển Hàn Quốc thi đấu vòng loại Giải bóng đá vô địch thế giới 2018 trước Qatar và Iran vào tháng 10 năm 2016.